# Prefettura di Berat
La prefettura di Berat (in albanese Qarku i Beratit) è una delle 12 prefetture dell'Albania.  Situata nell'entroterra dell'Albania meridionale ha una superficie di 1798 km². Il capoluogo è Berat.

## Comuni
In seguito alla riforma amministrativa del 2015 la prefettura risulta composta dalle seguenti municipalità:
| Municipalità  | Ex-comuni (pre-2015)                                                               | Distretto      |
| ------------- | ---------------------------------------------------------------------------------- | -------------- |
| Berat         | Berat, Otllak, Roshnik, Sinjë, Velabisht                                           | Berat          |
| Kuçovë        | Kozare, Kuçovë, Lumas, Perondi                                                     | Kuçovë, Berat  |
| Poliçan       | Poliçan, Tërpan, Vërtop                                                            | Berat, Skrapar |
| Skrapar       | Bogovë, Çepan, Çorovodë, Gjerbës, Leshnjë, Potom, Qendër Skrapar, Vendreshë, Zhepë | Skrapar        |
| Ura Vajgurore | Cukalat, Kutalli, Poshnjë, Ura Vajgurore                                           | Berat          |

Prima della riforma amministrativa la prefettura comprendeva i distretti di:
- Berat
- Kuçovë
- Skrapar